# Eressa everetti
Eressa everetti är en fjärilsart som beskrevs av Rothschild. Eressa everetti ingår i släktet Eressa och familjen björnspinnare. Inga underarter finns listade i Catalogue of Life.